# 蝦夷 (小惑星)
蝦夷 (えぞ、5114 Yezo) は、小惑星帯にある小惑星。北海道釧路市の上田清二と札幌市の金田宏によって発見された。
北海道の江戸時代の呼称、蝦夷地にちなんで命名された。